# Thesauriebeheer
Het thesauriebeheer of kasbeheer behandelt de geldstromen op korte termijn en staat in voor de liquiditeit van een onderneming.
Het is meer dan alleen het opvolgen van de kas. Het is ervoor zorgen dat het juiste bedrag in geld op de juiste plaats in de juiste munteenheid op het juiste moment beschikbaar is.
De thesauriebeheerder zorgt voor een evenwicht tussen de inkomende en uitgaande geldstromen. Bij een kastekort zoekt de beheerder het voordeligste krediet. Bij een overschot probeert hij de liquide middelen zo gunstig mogelijk te beleggen. Meestal moet de beheerder rekening houden met kasstromen in vreemde munten. Om zich in te dekken tegen het wisselrisico koopt en verkoopt hij op termijn.
In tegenstelling met andere budgetten houdt het thesauriebudget ook rekening met btw. Een bedrijf moet immers de btw op alle uitgeschreven facturen voldoen voor de twintigste van de volgende maand. Als een bedrijf bijvoorbeeld 60 dagen betalingsuitstel geeft aan zijn klanten moet het de btw zelf voorschieten. Andersom geldt ook, als een bedrijf veel krediet krijgt van zijn leveranciers kan de btw een voordeel inhouden.

## Voorbeeld
Cashpooling is een voorbeeld van thesauriebeheer.
Stel dat een groep zijn hoofdkwartier heeft in Europa en twee dochtervennootschappen in China. Eén van die Chinese dochtervennootschappen heeft een cashoverschot, omdat haar klanten haar rechtstreeks betalen. De andere heeft een cashtekort: haar klanten krijgen hun goederen immers rechtstreeks van het Europese hoofdkwartier en betalen ook aan die vennootschap. De dochtervennootschap heeft daardoor weinig eigen inkomsten en ziet zich geconfronteerd met een cashtekort: op het eind van de maand moet die vennootschap bijvoorbeeld haar personeel (en andere kosten) kunnen betalen in de valuta van China (Renminbi RMB).
Er zijn nu drie mogelijkheden om aan die cash te komen: 
1. Een eerste is dat men het geld vanuit Europa naar China laat overschrijven tegen een wisselkoers. Dit is geen gunstige oplossing. Het Europese hoofdkwartier houdt graag zijn euro’s in Europa en zet die niet graag om in een munt die in de wereldhandel niet vlot omwisselbaar is.
2. Een tweede mogelijkheid is dat de Chinese dochtervennootschap een lening aangaat bij een lokale Chinese bank. Zij betaalt hiervoor de marktrente, en dit geld vloeit dus weg uit de groep.
3. Een derde, en de beste oplossing is dat de twee Chinese dochtervennootschappen hun cash poolen, m.a.w. dat de dochtervennootschap met het cashtekort geld leent bij de dochtervennootschap met het cashoverschot. Ook al gebeurt dit tegen een marktconforme interestvoet, de rentebetaling is een intra-groeptransactie waardoor het geld in de groep blijft. De in China aanwezige cash zal zo optimaal worden gebruikt.